# 粉絲聚會

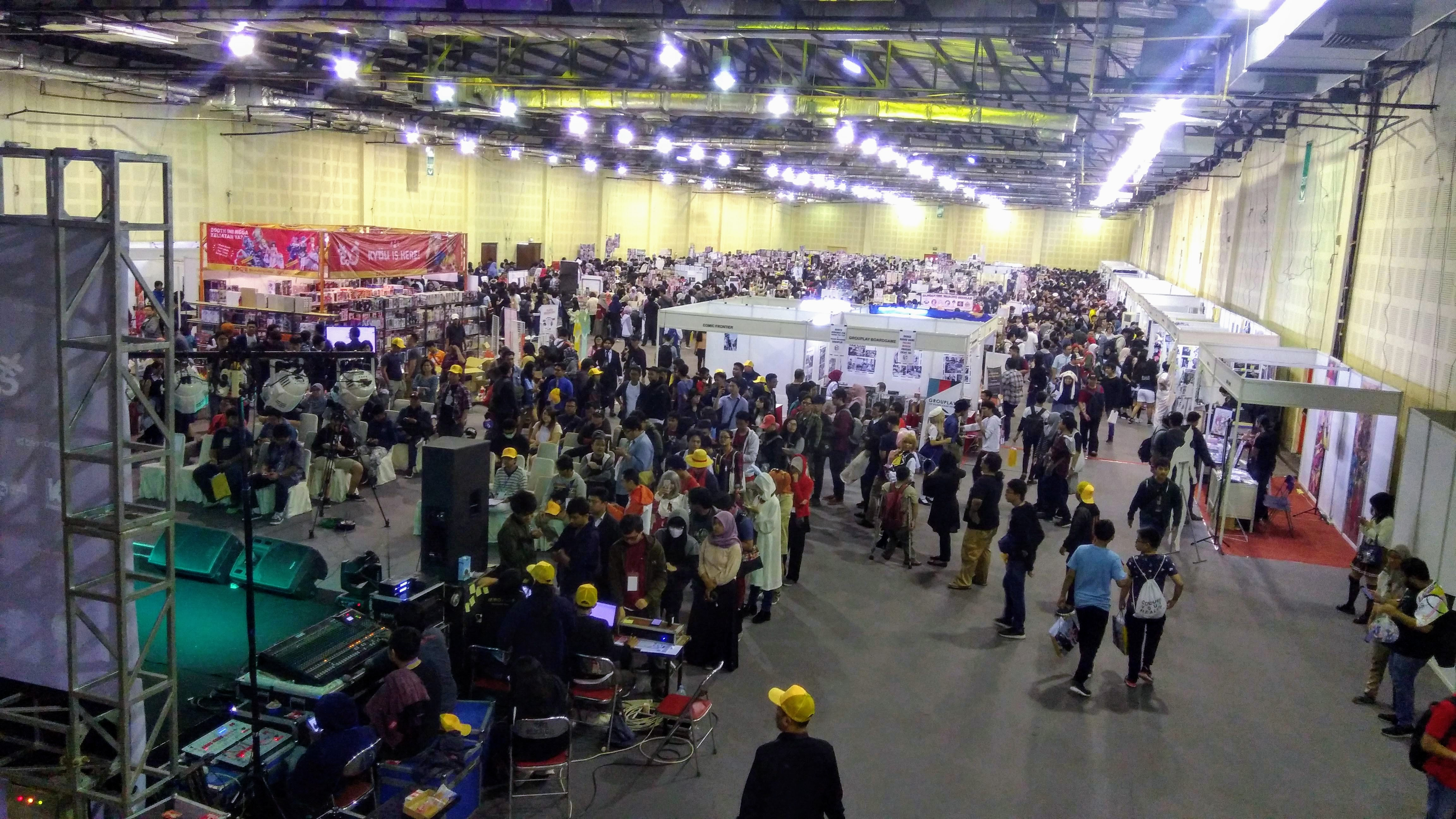
粉絲聚會

粉絲聚會是指某些事物或人的爱好者舉辦的活動，這些活動以粉絲們喜歡的偶像或事物為主題，他們會聚集在一起表演节目以及開展其他活动，并与這些領域的专家、名人和偶像见面。偶像會見粉絲的活動則被稱為粉絲見面會。 